# Uraka Alfonso
Uraka Alfonso (španjolski: Urraca Alfonso) (1133. – o. 1179.) bila je kraljica supruga Navare u srednjem vijeku. Znana je i kao Uraka Asturijka (Urraca la Asturiana) ili Uraka Kastiljska (Urraca de Castilla).
Bila je kći kralja Alfonsa VII. Leonskog i Kastiljskog (Alfonso VII de León) i njegove konkubine Gontrodo Pérez. Rođena je u Pelúganu (Peḷḷuno).
Njezine su sestre bile:
- Konstanca Kastiljska, kraljica Francuske[2]
- Sanča Kastiljska, kraljica Navare[3]
- Sanča Kastiljska, kraljica Aragonije[4]
- Štefanija Alfonso Nesretna[5]

Uraka se udala 24. lipnja 1144. za kralja Garcíju Ramíreza od Navare; bila mu je druga žena.
Njezin je drugi muž bio Don Álvaro Rodríguez de Castro.

## Djeca
Uraka, čije ime znači „svraka“, rodila je prvom mužu kćer Sanču, a drugom sina Sanča, koji je umro nakon 1196.